# Ocume

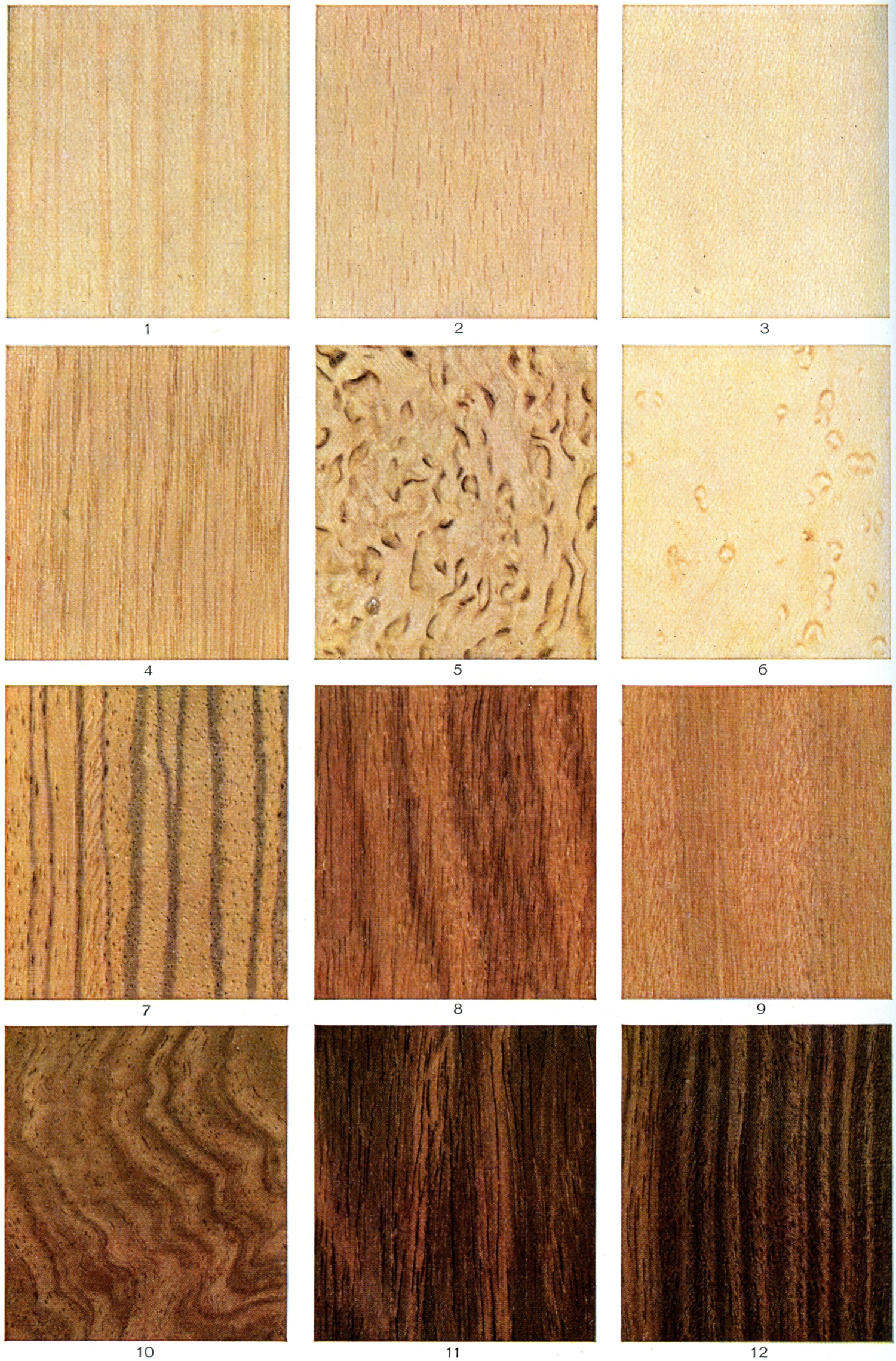
Comparativa de texturas: el okume es el 9º (tercera fila, tercera columna).

El ocume, okume, okumé u okumen es la madera del árbol tropical Aucoumea klaineana. 

## Origen
La Aucoumea klaineana es una especie centroafricana. Se encuentra principalmente en Guinea Ecuatorial y Gabón, siendo su madera muy apropiada para chapas y tableros contrachapados.

## Características
Alcanza los 30-40 m de altura y tiene un diámetro de tronco entre 1 y 2.5 m. La madera de densidad media (440 kg/m³), blanda, de textura lisa, bastante recta y con muy poco nervio. Además es difícil de serrar, por lo que habitualmente se exfolia. Es una madera blanda, poco nerviosa, de color rosa pálido. Se utiliza fundamentalmente en forma de contrachapados y chapas decorativas, y también en carpinterías interiores, ebanistería, guitarras, y en embarcaciones de recreo.